# Asarkina ribbei
Asarkina ribbei är en tvåvingeart som beskrevs av Mario Bezzi 1908. Asarkina ribbei ingår i släktet Asarkina och familjen blomflugor. Inga underarter finns listade i Catalogue of Life.